# Markus Ganser
Markus Ganser (Stolberg, 9 april 1972) is een Duits triatleet en voormalig wielrenner. Hij werd in 2016 tweede op de Ironman Los Cabos in Mexico op 44-jarige leeftijd. Als renner was hij actief bij ComNet-Senges tot 2006.

## Belangrijkste prestaties

### Triatlon
- 2010: 12e Ironman China
- 2016:  Ironman Los Cabos

### Wielrennen
- 2001: 13e Duits kampioenschap wielrennen
- 2002: 4e etappe Ronde van Japan